# Metinaro
Metinaro är en ort i Östtimor. Den ligger i Metinaro (subdistrikt) i den östra delen av landet, 28 km öster om huvudstaden Dili. Antalet invånare är 4 000.
Savannklimat råder i trakten. Årsmedeltemperaturen i trakten är 24 °C. Den varmaste månaden är oktober, då medeltemperaturen är 28 °C, och den kallaste är april, med 22 °C. Genomsnittlig årsnederbörd är 1 765 millimeter. Den regnigaste månaden är januari, med i genomsnitt 290 mm nederbörd, och den torraste är september, med 3 mm nederbörd.